# Ocupación israelí del sur del Líbano
La ocupación israelí del sur del Líbano duró 18 años, desde 1982 hasta 2000. En junio de 1982, Israel invadió el Líbano en respuesta a los ataques desde el sur del Líbano por parte de militantes palestinos. Las Fuerzas de Defensa de Israel (FDI) ocuparon la mitad sur del Líbano hasta la capital, Beirut, junto con paramilitares cristianos maronitas aliados involucrados en la guerra civil libanesa. Las FDI abandonaron Beirut el 29 de septiembre de 1982, pero continuaron ocupando la mitad sur del país. En medio del aumento de las bajas causadas por los ataques de la guerrilla, las FDI se retiraron al sur, al río Awali, el 3 de septiembre de 1983. Luego, entre febrero y abril de 1985, las FDI llevaron a cabo una retirada gradual a una «Zona de Seguridad» a lo largo de la frontera, que, según afirmaron, tenía como finalidad proteger el norte de Israel. A partir de ese momento, Israel apoyó al Ejército del Sur del Líbano (SLA), el grupo paramilitar cristiano libanés, contra Hezbolá y otros militantes musulmanes. Lucharon en una guerra de guerrillas en el sur del Líbano durante toda la ocupación.
La Zona de Seguridad abarcaba unos 800 kilómetros cuadrados (308,9 mi²), aproximadamente el 10% de la superficie terrestre del Líbano. Se extendía a lo largo de la frontera entre Israel y el Líbano y alcanzaba entre 5 kilómetros (3,1 mi) a 20 kilómetros (12,4 mi) profundamente en el Líbano. Allí vivían aproximadamente 180.000 personas –el 6% de la población del Líbano– que vivían en alrededor de cien aldeas y pequeñas ciudades. En 1993, se estimó que había entre 1.000 y 2.000 soldados israelíes y 2.300 soldados del SLA en la zona. Mientras que las FDI supervisaban la seguridad general de la región, el SLA gestionaba la mayoría de los asuntos del territorio ocupado, incluido el funcionamiento del centro de detención de Khiam. El SLA también controlaba un enclave alrededor de Jezzine, justo al norte de la Zona de Seguridad.
La mayor parte de la Zona de Seguridad de Israel se encontraba dentro del área patrullada por las fuerzas de paz de las Naciones Unidas de la Fuerza Provisional de las Naciones Unidas en el Líbano (FPNUL), que habían estado desplegadas allí desde la invasión de Israel en 1978.

## Antecedentes

### La insurgencia palestina y la guerra civil libanesa
Aunque la franja ocupada fue formada oficialmente por Israel en 1985, tras el colapso del Estado del Líbano Libre y la retirada de Israel de la mayor parte del Líbano, tiene sus raíces en el seguimiento y las primeras etapas de la guerra civil libanesa. En 1968, militantes palestinos liderados por la Organización para la Liberación de Palestina (OLP) tenían control a gran escala sobre el sur del Líbano, desde donde iniciaron una insurgencia contra Israel y los cristianos libaneses.

### Invasión israelí del Líbano en 1978
Tras la masacre de la carretera costera cometida por militantes palestinos en Tel Aviv, Israel invadió el Líbano para desplazar a la OLP de su frontera, lo que desencadenó el conflicto del sur del Líbano de 1978. Después de una semana de combates, la OLP se retiró del sur del Líbano e Israel aumentó su apoyo al Ejército Cristiano del Sur del Líbano (SLA); en 1979, Saad Haddad, el fundador del SLA, proclamó el establecimiento del Estado del Líbano Libre con apoyo israelí. Tras la retirada de Israel al final de la operación, la Fuerza Provisional de las Naciones Unidas en el Líbano (FPNUL) se desplegó a lo largo de la frontera entre Israel y el Líbano.

## Historia

### Invasión israelí del Líbano en 1982
Tras el aumento de los ataques en el norte de Israel y el intento de asesinato del diplomático israelí Shlomo Argov, Israel invadió el Líbano para desplazar a la OLP de su frontera, lo que desencadenó la Guerra del Líbano de 1982. En 1985, Israel se había retirado a un frente designado como «Zona de Seguridad» en el sur del Líbano, donde mantuvo sus fuerzas para luchar junto al SLA contra Hezbolá y otros grupos militantes musulmanes, lo que marcó el comienzo del conflicto del sur del Líbano de 1985-2000.

### Conflicto en el sur del Líbano

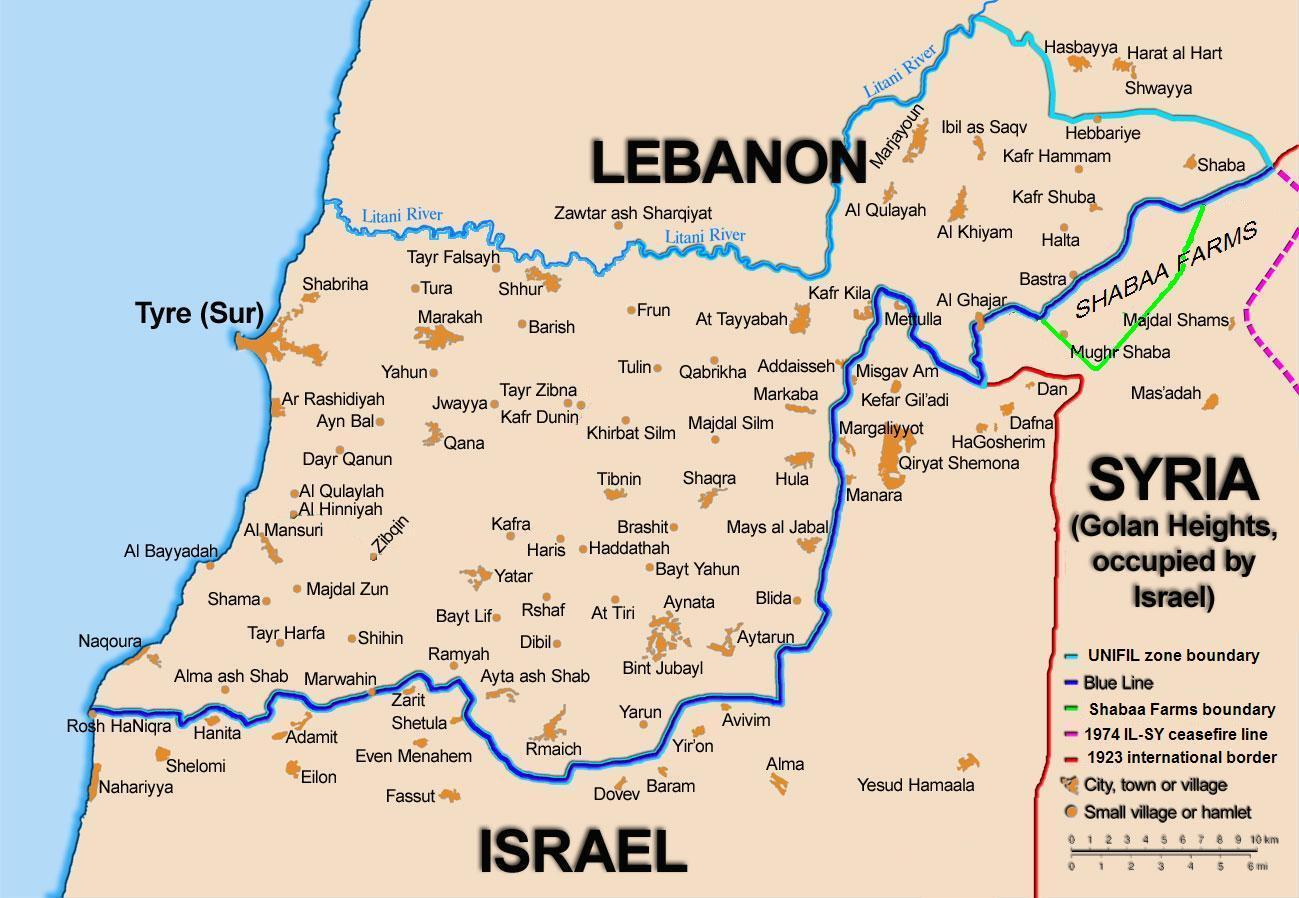
Mapa del sur del Líbano, que incluye la Línea Azul, la zona de la FPNUL y el río Litani (2006).

El 27 de julio de 1989, el líder de Hezbolá en el sur del Líbano, el jeque Abdel Karim Obeid y dos de sus ayudantes, fueron secuestrados de su casa en Jibchit por comandos de las FDI. La redada nocturna fue planeada por el entonces ministro de Defensa, Yitzhak Rabin. Hezbolá respondió anunciando la ejecución del coronel Higgins, un alto oficial estadounidense que trabajaba con la FPNUL y que había sido secuestrado en febrero de 1988.
El 16 de febrero de 1992, el entonces líder de Hezbolá, Abbas Musawi, fue asesinado por misiles de helicópteros de las FDI. Las FDI asumieron que los líderes de Hezbolá frenarían sus actividades por temor a sus vidas y las de sus familias. Hezbolá estaba dirigido por el jeque Nasrallah.
En julio de 1993, las FDI lanzaron la Operación Rendición de Cuentas, que causó una destrucción generalizada en todo el sur del Líbano, pero no logró poner fin a las actividades de Hezbolá.
El 11 de abril de 1996, el ejército, la marina y la fuerza aérea israelíes lanzaron un bombardeo de diecisiete días en el sur del Líbano, la Operación Uvas de la Ira, en el que murieron 154 civiles libaneses.
A principios de 2000, el jefe de Estado Mayor Shaul Mofaz dijo que 1999 fue «el año más exitoso de las FDI en el Líbano», con 11 soldados muertos por hostiles en el sur del Líbano, la tasa de bajas más baja durante todo el conflicto. Un total de 256 soldados israelíes murieron en combate en el sur del Líbano entre 1985 y 2000. En 2020, Israel reconoció el conflicto como una guerra y lo denominó retrospectivamente «Campaña de la Zona de Seguridad en el Líbano».

### Retirada israelí del 2000
La retirada completa de Israel a la frontera reconocida internacionalmente tuvo lugar el 24 de mayo de 2000. El Ejército del Sur del Líbano se derrumbó rápidamente y la mayoría de los oficiales y funcionarios de la administración huyeron a Israel con sus familias, mientras Hezbolá aumentaba la presión sobre las unidades restantes. Cuando Israel permitió el ingreso de los refugiados, unos 7.000, entre ellos soldados del Ejército del Sur del Líbano, funcionarios de la Zona de Seguridad y sus familias, llegaron a Galilea.

## Administración provisional del cinturón de seguridad
La administración del cinturón de seguridad del sur del Líbano era un órgano de gobierno provisional cristiano libanés que ejercía autoridad en 850 kilómetros cuadrados (328,2 mi²) de la Zona de Seguridad ocupada por Israel. Reemplazó las instituciones del Estado Libre del Líbano y funcionó desde 1985 hasta 2000 con pleno apoyo logístico y militar israelí. Durante sus años de funcionamiento, la administración estuvo dirigida por Antoine Lahad, un oficial militar cristiano maronita.
El Ejército del Sur del Líbano fue una milicia cristiana libanesa que estuvo activa durante la guerra civil libanesa y sus consecuencias hasta su disolución en 2000. Originalmente se llamó Ejército del Líbano Libre, y se escindió de la facción cristiana escindida de las Fuerzas Armadas del Líbano conocidas como Ejército del Líbano Libre. Después de 1979, el ejército operó en el sur del Líbano bajo la autoridad de Saad Haddad. Recibió el apoyo de Israel y se convirtió en su principal aliado contra Hezbolá durante el conflicto del sur del Líbano de 1985-2000. En el momento de la Operación Rendición de Cuentas de Israel, Hezbolá afirmaba tener 3.000 combatientes, pero otros informes estimaban que el número probablemente era de 600 a 700. Otros grupos que lucharon contra Israel y el SLA fueron el FPLP-GC, una organización marxista-leninista y nacionalista palestina con sede en Siria, y la Guardia Popular del Partido Comunista Libanés.

## Demografía
Según estimaciones de 1993, la Zona de Seguridad tenía una población de 180.000 habitantes, de los cuales el 50 por ciento eran musulmanes chiitas, el 10 por ciento maronitas o cristianos ortodoxos griegos, el 10 por ciento musulmanes sunitas y el 10 por ciento drusos (la mayoría de los cuales vivían en la ciudad de Hasbaya).